# BOP1
BOP1‏ (Block of proliferation 1) هوَ بروتين يُشَفر بواسطة جين BOP1 في الإنسان.